# Texcoco (municipi)
Texcoco (del nàhuatl, que vol dir «lloc de sota l'aigua») és un municipi de l'estat de Mèxic. Texcoco de Mora és el cap de municipi i principal centre de població d'aquesta municipalitat. Aquest municipi és a la part nord-occidental de l'estat de Mèxic. Limita al nord amb els municipis de Papalotla, al sud amb Chicoloapan, a l'oest amb Atenco i a l'est amb estat de Tlaxcala.